# Starokozacze
Starokozacze (ukr. Старокозаче) – wieś na Ukrainie, w obwodzie odeskim, w rejonie białogrodzkim, siedziba hromady. W 2001 liczyła 5278 mieszkańców.